# Putin. Korruption

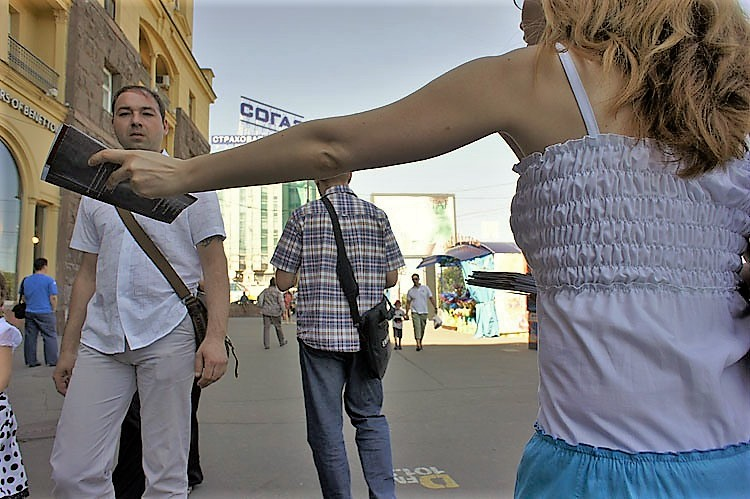
Utdelningen av rapporten Putin. Korruption

Putin. Korruption (ryska: «Путин. Коррупция») är en rapport om korruption i Vladimir Putins omgivning, som har publicerats av ledarna för Partiet för folkets frihet i Ryssland. Rapporten presenterades av dem vid presskonferensen den 28 mars 2011.
Rapporten har sammanställts av partiets ordförande Vladimir Milov, Boris Nemtsov och Vladimir Ryzjkov, samt pressekreterare av rörelsen Solidaritet Olga Shorina. 

## Innehållet
Rapporten beskriver berikningen av Vladimir Putin och hans vänner, inklusive de 26 palats och fem båtar som används av Putin och Medvedev.
Innehållet i rapporten
- Inledning
- Berikningen av medlemmarna i kooperativet Ozero
- Putin och hans vänner-miljardärer
- Två slavar på en gyllene galär

- Yachter
- Villor och palats
- Klockor
- Hus och bilar
- Slutord[1]

## Publikationen
Publiceringen av rapporten utförs på en insamling från allmänheten. För detta ändamål har ett konto öppnats i ett penningöverföringssystem som sköts av Yandex. Insamlingen övervakas av en styrelse av välkända offentliga personer: chefredaktören för Novaja Gazeta Dmitrij Muratov, journalisten Oleg Kasjin, ekonomen Irina Jasina och författaren Oleg Kozyrev. Under första månaden 1.838.209 rubel samlades in. 
Den 13 april hölls ett anbudsförfarande för att välja tryckeri. Det vinnande budet kom från tryckeriet, som erbjöd det lägsta priset för tryckning av en kopia: 4,05 rubel. Således, med hänsyn till 3 % provision av Yandex, blev det möjligt att trycka 440 000 exemplar.
Kontot förblir öppet och insamlingen fortsätter. Kontonumret nämns på omslagen av broschyrer.
Rapporten finns också tillgänglig på webbplatsen "Putin. Resultat". Där finns information om insamlingen av medel, nyheter, videor samt andra rapporter om Putin.
En grå-brun färg har valts för omslaget. Enligt Vladimir Ryzhkov symboliserar den ”substansen, som översvämningar vårt land, och rost, som har täckt vår stat".

## Utdelningen
Till en början trycktes ett begränsat antal om 11 000 exemplar, publicerat med medel från ordförandena. Dess utdelning startade efter presentationen den 28 mars 2011 och snabbt tog slut.
I juni blev den första delen av upplagen tryckt genom offentliga donationer klar. Utdelningen lanserades den 11 juni i Vladimir och nästa dag i Moskva. Boris Nemtsov deltog i båda dessa evenemang.
Den 16 och 17 juni grep polisen i St Petersburg oppositionsaktivister, som ville ge rapporten till deltagarna i St Petersburgs internationella ekonomiska forum. Polisen hävdade att aktivisterna höll en osanktionerad demonstration. En annan aktivist greps den 23 juni i Moskva.

## Tidigare rapporter
Tidigare hade Boris Nemtsov och Vladimir Milov publicerat de följande rapporterna: 
- Putin. Resultat. 10 år - juni 2010. Detta är en reviderad upplaga av rapporten Putin. Resultat, som kom ut under 2008.
- Luzhkov. Resultat - september 2009 (första upplagan)
- Sotji och Olympiska spelen - april 2009
- Putin och krisen - februari 2009
- Putin och Gazprom - september 2008
- Putin. Resultat - februari 2008